# Ераска (Кунео)
Ераска је насеље у Италији у округу Кунео, региону Пијемонт.
Према процени из 2011. у насељу је живело 42 становника. Насеље се налази на надморској висини од 636 м.